# مارسيل دريس
مارسيل دريس مواليد 19 سبتمبر 1929 في بيرخم، بلجيكا - الوفاة 27 سبتمبر 2011، كان لاعب كرة قدم بلجيكي كان يلعب في مركز الدفاع. سبق له أن لعب في كأس العالم لكرة القدم مع منتخب بلاده وذلك في مونديال عام 1954.

## المسيرة الاحترافية

### أندية لعب لها
- نادي بيرخيم
- سانت خيلويزي
- نادي كورتريك

## روابط خارجية
- مارسيل دريس على موقع الاتحاد الدولي (مؤرشف)  (الإنجليزية)
- مارسيل دريس على موقع الاتحاد البلجيكي (الإنجليزية)
- مارسيل دريس على موقع قاعدة بيانات كرة القدم.إي يو (الإنجليزية)
- مارسيل دريس على موقع ناشيونال فوتبول تيمز (الإنجليزية)
- مارسيل دريس على موقع Soccerway.com (الإنجليزية)
- مارسيل دريس على موقع عالم كرة القدم.نت (الإنجليزية)